# Luigi Mascalaito
Luigi Mascalaito (Verona, 8 dicembre 1940) è un allenatore di calcio ed ex calciatore italiano, di ruolo attaccante o difensore.

## Carriera

### Giocatore
Iniziò come centravanti o mezzapunta con l'Azzurra, compagine dilettantistica di Verona, per poi passare all'Inter, tra il 1958 e il 1961, con cui disputò solo 3 gare in tre stagioni, esordendo in Serie A il 15 marzo 1959 in Roma-Inter (2-2). Scese di categoria per la stagione 1961-1962 che giocò in Serie B con il Catanzaro, e di nuovo nel 1962-1963, che lo vide in Serie C con il Cesena.

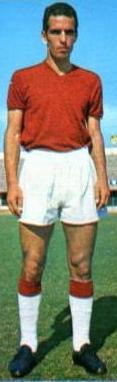
Mascalaito al Livorno nel 1966

Rimase in C anche la stagione successiva, vestendo la maglia del Livorno, con cui guadagnò subito la promozione in serie cadetta. Solo nel 1968 tornò in massima categoria con il Pisa. L'anno successivo si trasferì al Verona: qui l'allenatore Renato Lucchi lo trasformò per necessità da mezzapunta in libero, ruolo che ricoprì fino al termine della carriera da giocatore nel 1973-1974 con la retrocessione, nonostante sul campo raggiunse la salvezza (13º posto), a causa del reclamo della Sampdoria per via del cosiddetto scandalo della telefonata.
Tra il 1972 ed il 1973 giocò anche con i Montréal Olympique, franchigia della North American Soccer League. Con la squadra canadese non riuscì mai a superare la fase a gironi del torneo, non potendo così competere per l'assegnazione del torneo.

### Allenatore
La sua carriera cominciò nel 1974-1975 con il Verona, subentrando all'esonerato Giancarlo Cadè, con il quale conquistò subito la promozione dalla Serie B alla A, dopo lo spareggio di Terni con il Catanzaro vinto 1-0 grazie al gol di Roberto Mazzanti. Nonostante la promozione gli scaligeri ingaggiarono come allenatore l'ex commissario tecnico della Nazionale Ferruccio Valcareggi, sicché Mascalaito rimase in gialloblù come tecnico in seconda, ruolo che ricoprì fino al 1977-1978; la stagione successiva, 1978-1979, fu promosso nuovamente allenatore in prima dal presidente Garonzi, ma essendo senza patentino di 1ª categoria dovette essere accompagnato in panchina da Guido Tavellin; fu esonerato dopo poche partite per far posto a Beppe Chiappella, che non riuscì a evitare all'Hellas l'ultimo posto e la retrocessione.
Nel 1979 si rimise in discussione accettando l'offerta del Fano, in Serie C1. Qui in due stagioni ottenne prima un quinto e poi un terzo posto, risultati stavolta al di là di ogni più rosea previsione. Nel 1981-1982 scese in Serie C2 per allenare l'Anconitana, ottenendo la promozione in C1. Con la promozione arrivò anche la nuova denominazione della società marchigiana che passò dall'allora Anconitana all'Ancona, con cui disputò due discreti campionati nella terza divisione del calcio italiano che portarono a un dodicesimo e ad un ottavo posto.
Nel 1984-1985 allenò il Modena, sempre in C1, una squadra che aveva in Stefano Cuoghi e in Ivo Pulga i propri punti di forza. Nel 1985-86  conquistò con i canarini la promozione in Serie B in tandem con il Parma di Arrigo Sacchi. L'anno successivo, 1986-87, sempre alla guida del Modena raggiunse la salvezza all'ultima giornata, battendo in casa il Bologna con rete di Sauro Frutti. Sempre alla guida dei canarini nella stagione 1987-1988, stavolta fra i cadetti, non riuscì a evitare la retrocessione, causata dalla sconfitta, all'ultima giornata, nello scontro diretto casalingo contro il Genoa.
Dopo le esperienze non positive in Serie C2 tra il 1989 e il 1992 con Rimini (esonerato) e due stagioni al Prato, tornò al Modena richiamato dal presidente Farina per allenare le giovanili dei canarini. Nella stagione 1994-1995 subentrò a Tomeazzi ad allenare la prima squadra col compito di salvarla dalla retrocessione in Serie C2 non riuscendoci sul campo avendo perso i play-out con la Massese, ma venendo comunque ripescata in estate. In questa sua ultima stagione fece esordire il futuro campione del mondo Luca Toni nel calcio professionistico tra le file gialloblù dopo averlo cresciuto nelle giovanili.
Chiuse la sua carriera da allenatore nelle giovanili del Modena nel 1997.

## Palmarès

### Allenatore
- Campionato italiano Serie C2: 1

Anconitana: 1981-1982 (girone B)